# 田淵正文
田淵 正文（たぶち まさふみ、1958年（昭和33年)）6月25日 - ）は、日本の消化器内科医、政治活動家。元東京女子医科大学非常勤講師・元東京大学医科学研究所講師。

## 来歴
1958年岡山市生まれ。岡山大学教育学部附属中学校、岡山県立岡山芳泉高等学校を経て、1978年4月東京大学理科三類入学。1984年3月東京大学医学部医学科卒業。
東京大学医学部附属病院内科系研修医を経て、国家公務員共済組合連合会 東京共済病院内科（常勤医）。1989年、同病院 内科医長。1991年、中目黒消化器クリニック開設。がん撲滅の会 理事長。
東京共済病院内科（非常勤）兼務（‐1995.3）。1996年東京女子医大（非常勤講師）兼務（‐2003.4）。1997年東京大学医科学研究所講師兼務（‐2002.3）。2002年東京大学腫瘍外科講師（‐2012.3）。

## 政治活動
2013年より自由民主党の都健康増進支部長や二階派の参与を務める。
2016年4月、自民党二階派の宮崎謙介前衆院議員の不倫辞職に伴う衆議院京都府第3区補欠選挙が行われた。田淵は無所属で立候補し落選した。
2017年10月、第48回衆議院議員総選挙、比例東京ブロック、希望の党公認で立候補し落選した。
2020年4月、目黒区長選挙に日本維新の会公認で立候補し落選した。
2021年10月、第49回衆議院議員総選挙に東京都第5区から日本維新の会公認で立候補し落選した。
2024年10月、第50回衆議院議員総選挙に東京都第26区から無所属で立候補し落選した。選挙中、女性運動員にミニスカートや網タイツを穿かせたり、猫耳カチューシャをつけさせて選挙運動させるなど、物議を醸した。

## 出来事

### 不正・不当な診療又は診療報酬請求の監査
2021年3月、田淵のクリニックは「診療内容・診療報酬の請求に関して、不正請求・著しい不当の疑いがある」として、関東信越厚生局と東京都の合同監査を2020年に受けたと報じられた。田淵は「人生2度目の監査」と題したブログで「昨年8月から厚労省が私を監査。既に3回。まだ問題の指摘なし」と記している。

### 新型コロナウイルス感染症（COVID-19）流行時
イベルメクチンをCOVID-19の特効薬・予防薬と確信し、自らが考案したイベルメクチンを含む配合剤を自由診療で処方している。しかし2021年10月、衆院選の選挙期間中に、事務所内で田淵を含む13 - 14名のクラスターが発生し、2名が死亡した。田淵自身も入院し、一時期血圧低下で意識を失うまで悪化した。
COVID-19ワクチンについては、自身のTwitterやYouTube等で「ワクチンは効かない」「子供には打つべきではない」「10000人に3人くらい死んでいる」などと発信している。

### 公職選挙法違反（買収）事件
2024年10月に行われた第50回衆議院議員総選挙に東京26区から立候補した際、自身の複数の運動員に対し報酬を渡す約束をした疑いで、同年11月30日、田淵と運動員の30代の男が警視庁により公職選挙法違反（買収）の疑いで逮捕された。選挙期間中、運動員の女性らのXに、丈の短いスカートをはいた運動員の女性が田淵の顔写真入りのビラを配ったり、短パンで両足を露出させた姿で選挙カーのはしごを上ったりする画像を添付した投稿が繰り返されていた。
同年12月20日、東京区検察庁は田淵および運動員を公職選挙法違反（買収の約束）で東京簡易裁判所へ略式起訴した。同日、東京簡裁は田淵に罰金50万円、運動員に罰金40万円の略式命令を下した。公職選挙法規定により田淵は5年間の公民権停止となる。

## 著書
『私は、“ガンで亡くなる方の2人に1人は救えた!”と考えています』　2013年（アスカビジネス）

## 選挙歴
| 当落 | 選挙                     | 執行日         | 年齢 | 選挙区           | 政党         | 得票数    | 得票率 | 定数 | 得票順位 /候補者数 | 政党内比例順位 /政党当選者数 |
| ---- | ------------------------ | -------------- | ---- | ---------------- | ------------ | --------- | ------ | ---- | ------------------ | ---------------------------- |
| 落   | 第47回衆議院議員補欠選挙 | 2016年4月24日  | 57   | 京都府第3区      | 無所属       | 4599票    |        | 1    | 4/6                | /                            |
| 落   | 第48回衆議院議員総選挙   | 2017年10月22日 | 59   | 比例東京ブロック | 希望の党     | ーー票    | ーー   | 17   | /                  | 23/3                         |
| 落   | 2020年目黒区長選挙       | 2020年4月19日  | 61   | ーー             | 日本維新の会 | 1万8588票 | ーー   | 1    | 3/3                | /                            |
| 落   | 第49回衆議院議員総選挙   | 2021年10月31日 | 63   | 東京都第5区      | 日本維新の会 | 5万4363票 | 20.03% | 1    | 3/3                | 3/2                          |
| 落   | 第50回衆議院議員総選挙   | 2024年10月27日 | 66   | 東京都第26区     | 無所属       | 1万4602票 | 6.15%  | 1    | 5/5                | /                            |